# Тюкалка
Тюка́лка — река в России, протекает по Тюкалинскому району Омской области. Длина реки составляет 44 км. Площадь водосборного бассейна — 3912 км². Средний уклон — 0,44 м/км.

## Течение
Тюкалка начинается в 1,5 км юго-западнее Тюкалинского озера, которое затем пересекает на высоте 117 м над уровнем моря, в верховье пересыхает. Минует деревню Вторая Пятилетка. Протекает через озеро Разлив, находящееся в городе Тюкалинск. Затем течёт мимо деревень Чащино и Лаптево. Впадает в озеро Кошара на высоте 99 м над уровнем моря.

## Данные водного реестра
По данным государственного водного реестра России относится к Иртышскому бассейновому округу, водохозяйственный участок реки — Оша, речной подбассейн реки — бассейны притоков Иртыша до впадения Ишима. Речной бассейн реки — Иртыш.
Код водного объекта в государственном водном реестре — 14010100212115300006561.